# Дистль, Петер
Петер Дистль (венг. Disztl Péter; род. 30 марта 1960, Байя) — венгерский футболист, вратарь, ныне тренер.

## Биография
Выступал за молодёжные клубы «Бая» и «Видеотон». Первым профессиональным клубом был «Видеотон». В команде играл с 1979 года по 1987 год. В сезоне 1984/85 стал финалистом Кубка УЕФА, тогда «Видеотон» в финале уступил мадридскому «Реалу». После Дистль играл за «Гонвед», немецкие «Рот-Вайсс» из Эрфурта и «Лейпциг». В 1993 году играл в Малайзии за «Селангор». Затем вернулся на родину где играл за БВШЦ, «Дьёр», «Веспрем», «Пармалат» и «Халадаш». Завершил карьеру Петер Дистль в клубе «Печ Мечек» в 1997 году.
В национальной сборной Венгрии Дистль играл с 1984 года по 1993 год, за это время он сыграл 37 матчей. Вместе с командой участвовал на чемпионате мира 1986 в Мексике. Тогда Венгрия не смогла выйти из группы заняв 3-е место уступив СССР и Франции и опередив Канаду.
После завершения карьеры игрока Дистль работал тренером вратарей в клубах — «Видеотон», «Элоре», «Вашаш» и в сборной Венгрии. С 2007 года работает в «Академии Ференца Пушкаша».

## Достижения
- Чемпион Венгрии (2): 1987/88, 1988/89
- Финалист Кубка УЕФА: 1984/85